# Jim Finn
James Finn, Jr (Teaneck, 9 de dezembro de 1976), é um jogador profissional de futebol americano estadunidense aposentado que foi campeão da temporada de 2007 da National Football League jogando pelo New York Giants.